# Виноградное (Аламудунский район)
Виноградное — село в Аламудунском районе Чуйской области Кыргызстана. Административный центр Васильевского аильного округа. Код СОАТЕ — 41708 203 814 01 0.

## Население
По данным переписи 2009 года, в селе проживало 3249 человек.